# Peyrière
Peyrière är en kommun i departementet Lot-et-Garonne i regionen Nouvelle-Aquitaine i sydvästra Frankrike. Kommunen ligger i kantonen Lauzun som tillhör arrondissementet Marmande. År 2022 hade Peyrière 290 invånare.

## Befolkningsutveckling
Antalet invånare i kommunen Peyrière
| Referens: INSEE |